# Alegría de la Huerta
Alegría de la Huerta es un barrio perteneciente al distrito Ciudad Jardín de la ciudad de Málaga, España. Según la delimitación oficial del ayuntamiento, limita al norte con los barrios de Los Viveros y Huerta Nueva; al este y al sur con el barrio de Jardín de Málaga; y al oeste con el barrio de Ciudad Jardín, que da nombre al distrito.

## Transporte
En autobús queda conectado mediante la siguiente línea de la EMT: 
| Línea | Trayecto                                              | Recorrido | Frecuencia |
| ----- | ----------------------------------------------------- | --------- | ---------- |
| 20    | Alegría de la Huerta - Alameda Principal - Los Prados | Recorrido | 15 minutos |